# Klonoa 2: Lunatea's Veil
Klonoa 2: Lunatea's Veil (também conhecido como Klonoa dos Ventos 2: Coisas que o Mundo Quer Esquecer) é um video game da Namco para PlayStation 2 lançado em 2000. Nele, Klonoa e seus novos amigos se envolvem em uma nova jornada para salvar Lunatea e desvendar os segredos do mundo encantado. Há dezenas de áreas neste jogo. Muitas são sem igual, incluindo boarding, inimigos estranhos e entretores, e mudanças perceptuais dinâmicas. O jogo usa cel-shading nos personagens.

## Personagens
KlonoaHerói do jogo, conhecido como "Viajante dos Sonhos", aquele que foi chamado para salvar mundos de sonhos. Ele sempre usa um anel sem igual contendo poderes mágicos. No início do game, ele está no meio do mar, quando é salvo por Popka e Lolo. Klonoa é o personagem jogavel
LoloSacerdotisa em treinamento que falhou no teste. Após conhecer Klonoa, ela foi chamada pela Grande Sacerdotisa para ajudar Klonoa. No jogo ela fornece poderes mágicos do anel do Klonoa. Ela parece ter sentimentos como amor por Klonoa, especialmente quando Tat implicou com ela por causa disso.
PopkaAmigo da Lolo,um pato mas fácil para acompanhar. Ele é um bobo da corte e ajudante do Klonoa ocasionalmente. Com o segundo jogador, aperte Start que Popka vai aparecer, apertando quadrado, Popka faz Klonoa dar um super pulo, muito útil às vezes em fases difíceis.
BagujiSábio de Lunatea, às vezes fala para o jogador sobre Leorina e outras coisas do jogo. Depois de terminar todas as Visões do Reino, o jogadro deverá prosseguir a Ilha de Baguji para ele dizer onde Klonoa deverá ir.
LeorinaA vilã da historia que quer o anel de Klonoa para uma vingança. Consegue copia-lo, mas a esmeralda no anel é vermelha. Quando vai enfrentar Klonoa cara-a-cara, é pega por uma maldição que a transforma numa espécie de inseto gigante. Na última batalha do game, Leorina ajuda Klonoa dando a ele mais força ao anel, para Klonoa enfrentar o Rei de Sorrow.
TatA ajudante de Leorina, atrapalha na maioria das vezes, principalmente em Joilant.
Rei de Sorrow (Rei da Tristeza)Vilão principal, rei de Sorrow, o reino da tristeza. Enfrenta Klonoa como um monstro que pode fazer armadilhas (1ª batalha) e como ele mesmo, protegido com um escudo de força negra (2ª batalha). Ele morre no final do jogo e vira energia.